# Апфель, Айрис
Айрис Апфель (англ. Iris Apfel, урождённая Ба́ррел ; 29 августа 1921, Куинс, Нью-Йорк, США — 1 марта 2024, Палм-Бич, Флорида, США) — американская предпринимательница, дизайнер интерьеров, модельер и актриса. C 1950 по 1992 год вместе со своим мужем Карлом Апфелем она занималась текстилем, в том числе заключила контракт с Белым домом, продлившийся девять президентских сроков. Выйдя на пенсию, она получила известность благодаря выставке 2005 года в Институте костюма Метрополитен-музея, на которой была представлена её коллекция бижутерии и одежды.

## Биография

### Ранние годы
Родилась в Нью-Йорке в еврейской семье потомков иммигрантов из Российской империи и Польши. Её мать, Сэйди Баррел (англ. Sadye Barrel, в девичестве Асовская, 1898—1998), содержала модный бутик. Отец Айрис, Сэмюэл Баррел (англ. Samuel Barrel, 1897—1967), был предпринимателем, специализировавшимся на поставке зеркал и стекла и работал с лучшими дизайнерами США. Когда Айрис начинала свою карьеру, он помог ей освоиться в этой среде.
Апфель изучала историю искусств в Нью-Йоркском университете и посещала художественную школу при Висконсинском университете в Мадисоне.

### Карьера
В начале своей карьеры работала на журнал Women's Wear Daily, на дизайнера интерьеров Элионора Джонсона, а также была личным помощником иллюстратора Роберта Гудмана.
В 1950 году вместе со своим мужем Карлом открыла текстильную компанию «Old World Weavers», занимавшуюся реставрацией старинных тканей. Основными клиентами компании были музеи. С 1950 по 1992 год компания Апфель принимала участие в ряде проектов реставрационных работ, включающих заказы Белого дома для девяти президентов: Гарри Трумэна, Дэвида Эйзенхауэра, Джона Кеннеди, Линдона Джонсона, Ричарда Никсона, Джеральда Форда, Джимми Картера, Рональда Рейгана и Билла Клинтона. В 1992 году Айрис продала компанию, но продолжает там работать в качестве консультанта.
В 2012 году была приглашённым профессором в Техасском университете в Остине, а в 2013-м она была включена в список пятидесяти самых модных женщин, которым самим уже за пятьдесят, составленный газетой «Гардиан».
Являлась лицом кампании косметического бренда «MAC», чей лозунг — «красота вне возрастных рамок», также она запустила собственную линию украшений под названием «Iris Apfel Jewellery».
В 2019 году в возрасте 97 лет подписала контракт с IMG в качестве модели, а в 2014 году снялась в документальном фильме Альберта Мэйслеса «Айрис».

### Выставки
В 2005 году вся её коллекция костюмов выставлялась в Метрополитан-музее Нью-Йорка. Выставка называлась «Редкая птица: Избранное из коллекции Айрис Баррел» (англ. Rara Avis (Rare bird): Selections from the Iris Barrel Apfel Collection). Выставка прошла успешно, и позже посетила и другие музеи, в их числе были: Музей искусств Нортона, Музей искусств округа Нассау в Рослин Харбор и Музей Пибоди в Эссексе в городе Салем штат Массачусетс.
«Музей образа жизни и истории моды» станет местом, где разместится галерея, в которой будут собраны образцы одежды, аксессуаров и мебели, созданные Айрис.

## Личная жизнь
В 1948 году вышла замуж за Карла Апфеля, брак с которым продлился 67 лет. Карл Апфель умер 1 августа 2015, за пару дней до своего 101-го дня рождения.
Айрис Апфель умерла в своём доме в Палм-Бич, штат Флорида, 1 марта 2024 года в возрасте 102 лет. Она была похоронена на кладбище Бет Дэвид.